# Harry van Bruggen
H.W.E. (Harry) van Bruggen (Amsterdam, 6 december 1927 – Amersfoort, 8 februari 2010) was een Nederlands amateur botanicus.

## Persoonlijk leven
Na het beëindigen van de Mulo werd hij boekhouder, eerst in het familiebedrijf van zijn oom, later bij het GAK en ten slotte bij Hoogovens, waar hij uiteindelijk Hoofd Administratieve Zaken was. In 1950 trouwde hij met Anna Blom, met wie hij een zoon (Dick) had, en die in 1996 overleed. In april 2000 hertrouwde hij met Liesbeth Bakker. van Bruggen interesseerde zich al jong voor de natuur, in het bijzonder voor de planten en dieren in en om het water. Al op vijfjarige leeftijd zaait hij planten: Tagetes (Afrikaantje). Dit leidde tot zijn levenslange belangstelling voor de botanie, in het bijzonder van water- en moerasplanten en van orchideeën. van Bruggen was een actief lid van de "Nederlandse Werkgroep Aquatische Planten", waarvan hij jarenlang de administratie voerde.

## Bijdragen aan de botanie
Aan het einde der vijftiger jaren verkreeg van Bruggen van een aquariumplanten-importeur een Aponogeton soort die hij met de bestaande literatuur niet op naam kon brengen. Hij stelde vast dat het hier een nieuwe soort betrof en met hulp van Hendrik de Wit beschreef hij de nieuwe soort als Aponogeton rigidifolius H. Bruggen. In de daaropvolgende jaren publiceerde van Bruggen een revisie van het geslacht Aponogeton in meerdere delen (georganiseerd naar verspreidingsgebied), culminerend in zijn magnum opus, een complete monografie van dit geslacht In totaal beschreef van Bruggen 13 nieuwe soorten Aponogeton. en die in professionele kringen zeer goed werd ontvangen. Om gezondheisredenen is van Bruggen zelf nooit in de Tropen geweest, maar baseerde zijn studies op observaties van anderen en op levend en gedroogd (herbarium) materiaal dat hem werd toegezonden.
Twee Aponogeton soorten werden naar hem benoemd: A. vanbruggenii C. B. Hellquist & S. W. L. Jacobs (Australië) en A. brugenii S. R. Yadav & R. S. Govekar (India). Bovendien werd een ondersoort van een orchidee, Ophrys holosericea (N.L. Burman) Greuter subsp. vanbruggeniana J. & L. Essink & Kreutz, naar hem genoemd, vanwege van Bruggens levenslange interesse in deze familie.